# Adrian Voicu
Adrian Ionuț Voicu (sinh ngày 11 tháng 8 năm 1992) là một cầu thủ bóng đá người România thi đấu ở vị trí tiền đạo cho Voluntari.